# Cooking Mama 3: Shop & Chop
Cooking Mama 3: Shop & Chop (クッキング ママ3?, Kukkingu Mama Surī) è un videogioco per Nintendo DS che fa parte della serie cooking mama. Come nei precedenti di questa serie, sono presenti molte nuove ricette e una nuova modalità: la spesa.
Il gioco è stato il primo titolo della serie ad avere un doppiaggio in italiano per Mama.